# Gold exchange-traded fund
Een gold exchange-traded fund (afgekort tot GETF) is een afgeleide vorm van een exchange-traded fund (ETF). Het investeringsdoel van een GETF is het zo nauwkeurig mogelijk volgen van de onderliggende goudprijs. Momenteel worden GETF's verhandeld op de effectenbeurzen van Londen, Parijs, New York, Australië en Hong Kong.

## Geschiedenis
Het idee voor een ETF dat de goudprijs zou volgen is voor het eerst ontsproten bij de Benchmark Asset Management Company uit India. Het verzoek tot toelating werd ingediend bij de SEBI (het Indiaanse equivalent van de Nederlandse Autoriteit Financiële Markten) maar verkreeg geen goedkeuring. Uiteindelijk verwief het alsnog een notering in maart 2007.
Het eerste GETF werd uiteindelijk in maart 2003 gelanceerd op de beurs van Australië onder de naam Gold Bullion Securities (tickersymbool: GOLD). Deze Gold Bullion Securities zijn volledig gedekt met de onderliggende goudwaarde dat zowel in depot wordt gehouden en verzekerd is. Dit biedt de belegger de mogelijkheid goud te bezitten en aldus te profiteren van de prijsbewegingen zonder het ongemak dat gepaard gaat met het aanhouden en opslag van fysieke goudstaven.
De belangstelling voor beleggen in goud via exchange-traded funds varieert over tijd. Het grootste goud-ETF ter wereld had in december 2014 nog 713 ton goud, het laagste niveau sinds september 2008. In december 2017 was in totaal voor 2365 ton in goud, of 100 miljard Amerikaanse dollar, belegd via goud-ETF's, veruit de meeste inleg kwam uit Noord-Amerika en Europa.

## Kostenstructuur
De in rekening gebrachte commissie ligt gemiddeld rond 0,4 procent van de onderliggende waarde. Daarnaast wordt jaarlijks een bewaarloon in rekening gebracht. De kosten van het fonds, inclusief voor opslag en verzekering van het fysieke goud(voorraad) en de managementvergoeding, worden gedekt door de verkoop van een klein deel van de onderliggende goudvoorraden.

## Risico's
In tegenstelling tot goudstaven, welke moeten worden opgeslagen in persoonlijke bankkluizen wordt de belegger een gewone schuldeiser, derhalve dus zonder enige voorrangsrechten, indien het fonds geliquideerd wordt.